# Восстание хуситов в Йемене
Восстание хуситов в Йемене (араб. تمرد الحوثيين‎) — вооружённое противостояние в Йемене между войсками центрального правительства и шиитским (зейдитским) ополчением хуситов, вспыхнувшее в июне 2004 года.

## Начало конфликта
Шииты, проживающие на севере страны, требуют автономии. Они утверждают, что воюют против коррумпированного правительства суннитского большинства и альянса страны с США. Власти, в свою очередь, обвиняют их в стремлении восстановить власть королевского семейства Зайди, которая была свергнута в 1962 году.
Центром противостояния стала гористая провинция Саада. Восстание возглавил имам Хусейн Бадр ад-Дин Аль-Хуси, опиравшийся на оппозиционную шиитскую партию «Аш-Шабаб аль-Мумин» («Правоверная молодежь»). После его гибели восстание возглавил Абдель Малик аль-Хуси. Восставшие провозгласили своей целью воссоздание теократического государства, упразднённого в результате революции 1962 года. По сообщениям официального Йемена, шиитские восставшие получали помощь со стороны шиитского Ирана.
- В ночь с 9 на 10 сентября 2009 года йеменские солдаты уничтожили 17 шиитских боевиков и задержали четверых. Бой проходил в северной провинции Саада, сообщило 10 сентября агентство Reuters со ссылкой на военные источники в Йемене. По словам военных, солдатам удалось выбить шиитских боевиков с занимаемых позиций и заставить их отойти в горный район[28].

- 10 сентября 2009 года — президент Йемена сказал, что шиитские боевики-хуситы (по названию клана) получают поддержку из Ирана, а также от иракского экстремиста Муктады ас-Садра. Боевики, в свою очередь, утверждают, что йеменское правительство репрессирует шиитов, опираясь на поддержку ваххабитов из Саудовской Аравии[28].

## Военные действия войск Йемена и войск Саудовской Аравии против восставших
В ноябре 2009 года восставшие втянули в конфликт вооружённые силы Саудовской Аравии, навязав бой в районе саудовской деревни Джабаль ад-Дукан.
- 27 октября 2009 года, вторник — в районе йеменско-саудовской границы в районе Хадрамаута было совершено нападение — бандиты обстреляли йеменских пограничников, убив не менее 7 человек. Ответственность за это нападение взяли на себя боевики суннитской группировки, ассоциированной с «Аль-Каидой»[30].

- 4 ноября 2009 года, среда — боевики из шиитского клана хуси с территории Йемена совершили вооруженное нападение на пограничников королевства Саудовская Аравия. В результате нападения один пограничник был убит, около 10 получили ранения[31]. Саудовские СМИ отметили, что это было первое нападение со стороны хуситов за 5 лет[30].

Руководство хуситов объявило, что установило контроль над районом Джбейль Дукхан (где было совершено нападение на пограничников), так как Саудовская Аравия позволила регулярной йеменской армии использовать этот район для осуществления нападений на хуситов.
В ответ на нападение ВВС Саудовской Аравии атаковали лагерь боевиков-хуситов.
Власти Саудовской Аравии признали гибель 73 своих военнослужащих в боях с йеменскими шиитами.
- 17 декабря 2009 года — шиитские повстанцы в северной провинции Саада обвиняют США в бомбардировке деревень и убийстве мирных жителей, передает AFP. На это правительство Йемена отвечает, что авиаудары были нанесены йеменской авиацией. Заместитель госсекретаря США Филип Кроули тоже отрицает прямое участие американских войск в подавлении восстания. В борьбе с повстанцами йеменские войска участвуют совместно с войсками соседней Саудовской Аравии, на территорию которой вторгались боевики, убившие в ноябре двух пограничников[25].

Конфликт, продолжающийся с перерывами с 2004 года, грозит принять международный характер. В частности, боевики насильственно загоняют в свои ряды беженцев из Сомали, которым удается добраться до Йемена, передает BBC. Зачастую им ничего иного не остается, потому что отказавшихся участвовать в восстании казнят, а беженцев, проникших на территорию Саудовской Аравии, высылают обратно в Йемен.

## Прекращение огня
В феврале 2010 года правительство и шиитские лидеры заключили соглашение о перемирии. Активное участие в переговорном процессе сыграла Всемирная федерация мусульманских ученых во главе с Юсуфом Кардауи.

## Арабская весна
Однако c началом "арабской весны" в феврале 2011 года шиитские ополченцы включились в новый виток противостояния с правительством.. В конце 2011 года обозначилось их противостояние с неправительственными суннитскими вооруженными формированиями «Ансар ас-Сунна» в районе города Даммадж, причём суннитов поддержали боевики «Аль-Каиды». Столкновения продолжились и в начале 2012 года.

## 2014—2015 годы
8 июля 2014 года хуситы взяли штурмом столицу одноимённый мухафазы, город Амран, в ходе которого хуситы разгромили и захватили штаб 310-й бронетанковой бригады, убив её командира Хамида аль-Кашиби. Обе стороны обвиняли друг друга в провоцировании боевых действий и нарушении предварительно достигнутого 23 июня перемирия. На следующий день после штурма ВВС Йемена осуществили авиаудары по правительственным зданиям и захваченному штабу бригады.
В середине августа 2014 года хуситы начали проводить в ряде регионов страны массовые демонстрации после того, как власти объявили о сокращении субсидий на нефтепродукты, что привело к росту цен на бензин в два раза. Основным требованием была отставка «коррумпированного кабинета». К середине сентября на окраинах столицы Йемена Саны начались столкновения протестующих с силами безопасности. Уже через два дня хуситы смогли сломить сопротивление силовых структур и занять ряд районов столицы, в том числе захватить госучреждения и установить свои блокпосты.
18 января 2015 года повстанцы похитили главу президентской канцелярии. В результате ожесточенных боестолкновений 19 января между хуситами и сотрудниками службы охраны президента страны Абд Хади, по имеющимся данным, погибли девять человек, свыше 60 получили ранения.
20 января 2015 повстанцы заняли президентский дворец в Сане. Как сообщается, в ходе столкновений погибли двое военнослужащих президентской гвардии. Член политсовета повстанческого движения «Ансар Алла» Хамза аль-Хуси заявил, что повстанцы «не пытаются свергнуть президента», а произошедшие столкновения с частями президентской гвардии были спровоцированы самими военнослужащими, которые отказались передать оружие из арсеналов на территории комплекса дворца главы государства «на хранение» повстанцам.
21 января президент Йемена Хади и представители хуситов достигли предварительного соглашения о прекращении огня. Согласно опубликованной информации, стороны пришли к соглашению о том, что будет сформулирован текст новой конституции, превращающей Йемен в федеративное государство и в институтах власти будут представлены все группы населения, в том числе хуситы. Повстанцы, в свою очередь, обязались отвести свои силы с правительственных объектов, захваченных ими, а также освободить захваченного ими главу канцелярии президента Ахмада Авада Бин Мубарака.
22 января президент Хади подал прошение об отставке. При этом, как сообщается, парламент Йемена отказался принять отставку главы государства. Члены правительства Йемена также направили президенту страны прошение о своей отставке.